# Magstatt-le-Bas
Magstatt-le-Bas település Franciaországban, Haut-Rhin megyében. Lakosainak száma 516 fő (2022. január 1.). Magstatt-le-Bas Kœtzingue, Magstatt-le-Haut, Stetten, Waltenheim és Uffheim községekkel határos.

## Népesség
A település népességének változása:
| Lakosok száma | 487  | 476  | 480  | 475  | 481  | 485  | 495  | 506  | 516  |
|               | 2013 | 2015 | 2016 | 2017 | 2018 | 2019 | 2020 | 2021 | 2022 |